# Шербур-ан-Котантен
Шербур-ан-Котантен (фр. Cherbourg-en-Cotentin фр. вимова: [ʃɛʁbuʁ ɑ̃ kɔtɑ̃tɛ̃]) — муніципалітет у Франції, у регіоні Нижня Нормандія, департамент Манш. Шербур-ан-Котантен утворено 1 січня 2016 року шляхом злиття муніципалітетів Шербур-Октевіль, Екердревіль-Енневіль, Ла-Гласері, Керкевіль i Турлавіль. Адміністративним центром муніципалітету є Шербур-Октевіль. Населення — 77 808 осіб (01.01.2021).

## Історія
У червні 1944 року відбулася битва за Шербур, одна з ключових битв після висадки в Нормандії. Місто відігравало важливе значення як великий порт і пункт доставки військ. У результаті виграли війська союзників, у рамках операції "Оверлорд".